# جيمس س. فيلد
جيمس س. فيلد (بالإنجليزية: James C. Field)‏ هو مصور أمريكي، (و. 1845  م).